# Myzostoma luetkeni
Myzostoma luetkeni is een ringworm uit de familie Myzostomatidae.
Myzostoma luetkeni werd in 1884 voor het eerst wetenschappelijk beschreven door Graff.